# Amphiglossus elongatus
Amphiglossus elongatus là một loài thằn lằn trong họ Scincidae. Loài này được Angel mô tả khoa học đầu tiên năm 1933.

## Hình ảnh

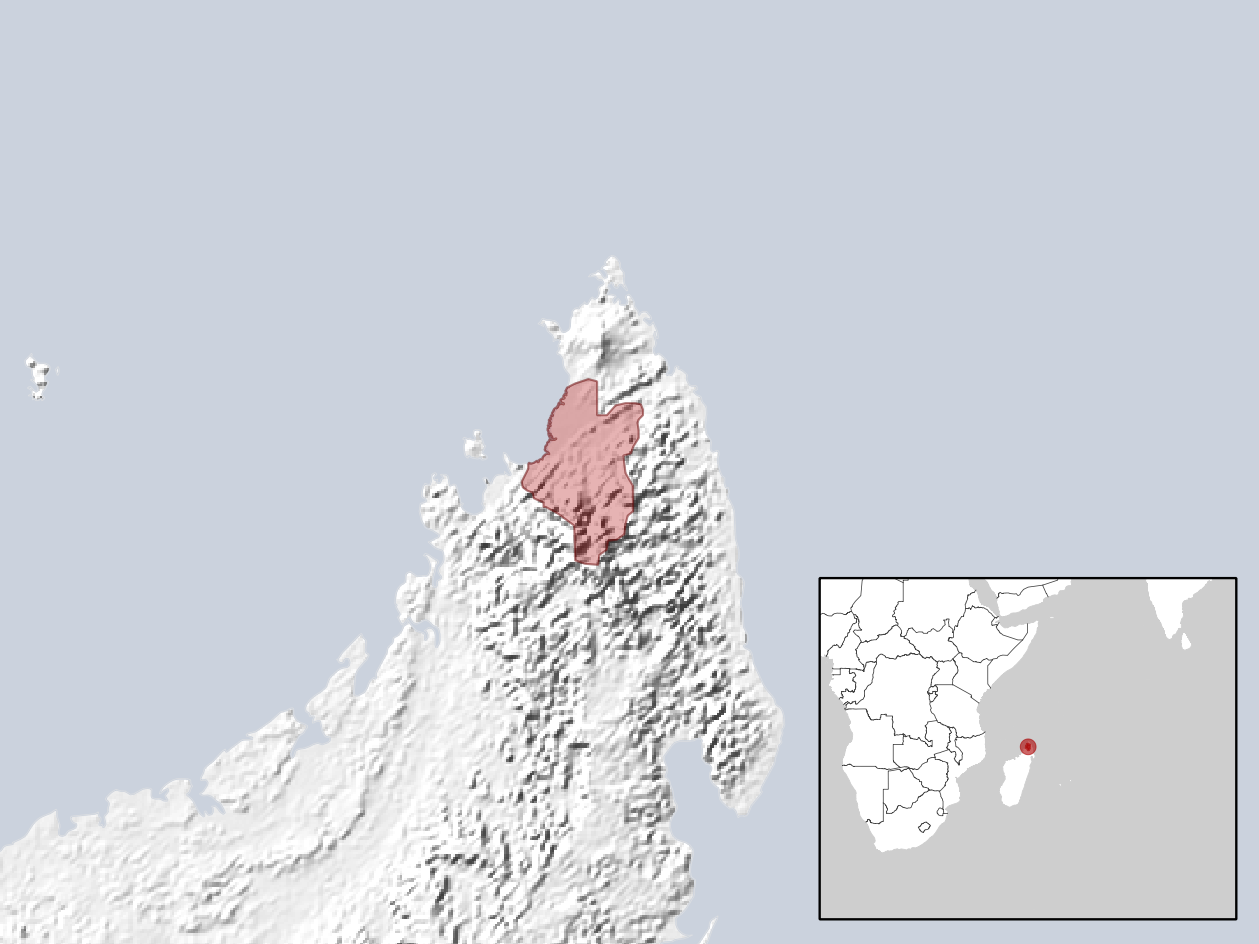